# Шальнев, Борис Михайлович
Бори́с Миха́йлович Ша́льнев (23 августа 1936 — 2 октября 2019) — липецкий краевед и журналист, коррепондент, поэт, редактор, один из авторов «Липецкой энциклопедии», председатель липецкого отделения Союза писателей России (1992—2010), Почётный гражданин Липецкой области, кандидат филологических наук (1981), заслуженный работник культуры РФ (2006), член-корреспондент Академии поэзии России (2001).

## Биография
Родился 23 августа 1936 года в селе Средняя Лукавка Грязинского района Воронежской (ныне — Липецкой) области.
- В 1956 году окончил Усманское педагогическое училище.
- В 1961 году стал членом Союза журналистов.
- В 1962 году окончил филологический факультет Липецкого педагогического института, а позже аспирантуру Симферопольского государственного университета им. М. В. Фрунзе.
- Работал литературным сотрудником, заведующим отделом областной молодёжной газеты «Ленинец», корреспондентом, старшим редактором областного комитета по телевидению и радиовещанию. В последующие годы — на педагогической работе в Липецком государственном педагогическом институте.
- С 1972 года по 1987 год с небольшим перерывом являлся сотрудником аппарата Липецкого обкома КПСС.
- В 1987—1991 годах — являлся сотрудником Липецкого облисполкома.
- С 1992 года по 2010 год — председатель липецкого отделения Союза писателей России.
- С декабря 1996 года на общественных началах возглавлял Комиссию по правам человека при главе администрации Липецкой области.
- С февраля 2002 года был председателем областной Комиссии по вопросам помилования.
- В 2009 году на XIII съезде Союза писателей России вошёл в состав Правления (секретариата) Союза писателей России.

3 октября 2019 с ним простились в кафедральном соборе Липецка.

## Публикации
Автор 12 поэтических книг.
Вместе с В. В. Шаховым был главным редактором трёхтомной «Липецкой энциклопедии», которая вышла в свет в 1999—2001 годах.

## Награды
- Медаль ордена «За заслуги перед Отечеством» II степени (1997)
- Медаль «Ветеран труда»
- Почётный знак «За заслуги перед Добровским районом»
- Почётный знак «За заслуги перед городом Липецком»
- Почётный знак «За заслуги перед Липецкой областью» (2006)
- Почётный гражданин Липецкой области (2014)[1]
- Липецкая областная премия имени И. А. Бунина (дважды)
- Всероссийская премия имени С. А. Есенина (1996)
- Всероссийская премия имени Н. М. Карамзина «За Отечествоведение» (2004)
- Международная премия «Святое русское слово» (2008).
- Лауреат областной журналистской премии имени А. А. Вермишева.
- Занесен в областную Книгу Трудовой Славы (1970).